# Dorien Rookmaker

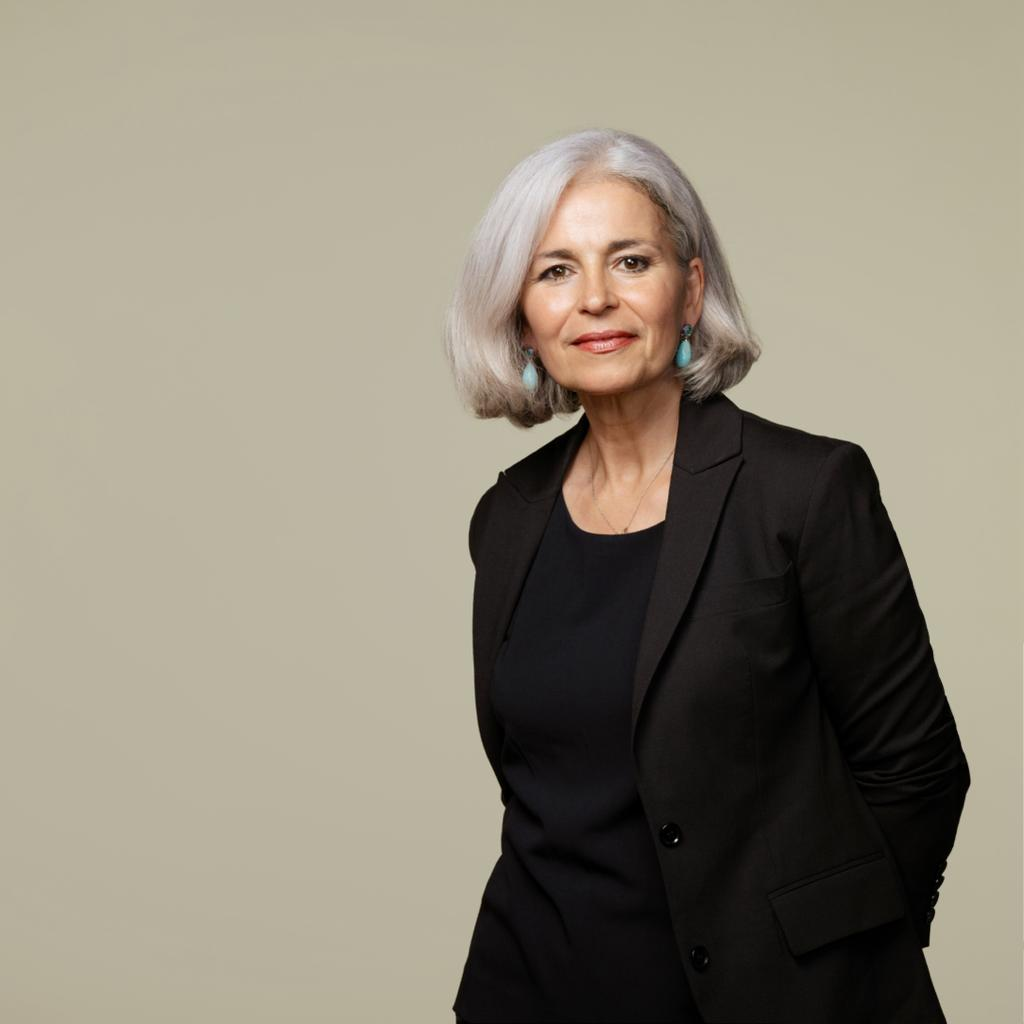
2023

Dorien Rookmaker (geboren am 30. Juli 1964 in Petten, Zijpe) ist eine niederländische Politikerin. Sie war vom 11. Juni 2019 bis zum 9. Februar 2020 Mitglied der Ersten Kammer, bis zum 20. August 2019 für das Forum voor Democratie (FVD) und danach für die Gruppe Otten bzw. GO Realisme & Daadkracht. Seit dem 1. Februar 2020 ist sie Mitglied des Europäischen Parlaments. Sie war dort fraktionslose Abgeordnete und schloss sich am 8. Dezember 2021 der Fraktion Europäische Konservative und Reformer an. 2021 gründete sie die Partei Meer Directe Democratie. Auf europäischer Ebene ist Rookmaker stellvertretende Vorsitzende der European Alliance for Freedom and Democracy.

## Leben
Rookmaker war in der Versicherungsbranche tätig, zuletzt als Leiterin des Risikomanagements bei Nationale Nederlanden. Zuvor war sie als Vermittlerin und im Bankensektor tätig.
Rookmaker war ursprünglich Mitglied der linksliberalen Democraten 66. Für diese kandidierte sie bei der Wahl zur Zweiten Kammer 1994 und wurde 2006 Stadträtin in Groningen. Im März 2019 stand Rookmaker für das Forum voor Democratie (FVD) sowohl in Gelderland als auch in Südholland auf der Wahlliste für die Provinzialratswahlen.
Am 11. Juni 2019 wurde sie für die FVD Mitglied der Ersten Kammer. Rookmaker versuchte erfolglos, zwischen der FVD und dem von der Partei ausgeschlossenen Mitglied der Ersten Kammer Henk Otten zu vermitteln. Am 20. August 2019 schloss sie sich der Fraktion Gruppe Otten an und verließ die FVD. Rookmaker trat der aus der Gruppe Otten entstandenen Partei GO Realisme & Daadkracht bei.
Bereits im Mai 2019 trat Rookmaker auf dem vierten Listenplatz der FVD zur Europawahl an. Nach dem Austritt des Vereinigten Königreichs aus der Europäischen Union am 1. Februar 2020 aus der Europäischen Union, erhielt die Liste der FVD einen der zusätzlichen Sitze für die Niederlande im Europäischen Parlament. Dieser ging an Rookmaker, auch wenn sie zu diesem Zeitpunkt bereits aus der FVD ausgetreten war. Am 10. Februar 2020 verließ Rookmaker die Erste Kammer und wurde einen Tag später rückwirkend zum 1. Februar desselben Jahres Mitglied des Europäischen Parlaments berufen. Sie schloss sich keiner Fraktion an und ist Mitglied des Ausschusses für Verkehr und Tourismus.
Im Sommer 2020 gründete Rookmaker mit dem ebenfalls fraktionslosen Europaparlamentarier Mislav Kolakušić die European Alliance for Freedom and Democracy. Im September 2021 gründete sie die niederländische Partei Meer Directe Democratie.